# Ясько, Елизавета Алексеевна
Елизавета Алексеевна Ясько (укр. Єлизавета Олексіївна Ясько; род. 17 октября 1990, Киев) — народный депутат Украины IX созыва.

## Биография
Елизавета Ясько окончила философский факультет Киевского национального университета имени Тараса Шевченко (магистр политологии).
Ясько является членом швейцарской миротворческой инициативы Caux Initiative of Change. Стипендиат программы «Всемирные студии», Seed Grant, Завтра.UA, Caux Scholar Program Initiative of Change, Clinton Global Initiative University, European Forum Alpbach. Первая украинка, которая окончила Школу государственного управления Блаватника в Оксфордском университете. Во время учёбы в Оксфорде была президентом Украинского сообщества Оксфордского университета. Основательница инициативы «Yellow Blue Strategy». Член политической платформы «Европейская сотня». Лектор Украинского католического университета.
Работала в Министерстве по вопросам цифровизации, культуры, медиа и спорта Великобритании. Также работала в CFC Consulting, Украинском кризисном медиа-центре, в команде стратегических коммуникаций Администрации президента Украины. Была исполнительным директором музыкальной кампании «Свидетель», координировала украинскую кампанию в Нидерландах «Hop Nederland Hop» и мультимедиа проект «UN Hundred».

## Политическая деятельность
Кандидат в народные депутаты от партии «Слуга народа» на парламентских выборах 2019 года, № 15 в списке. На время выборов: физическое лицо-предприниматель, беспартийная. Проживает в Киеве.
Член Комитета Верховной Рады по вопросам внешней политики и межпарламентского сотрудничества, председатель подкомитета по вопросам межпарламентского сотрудничества, двусторонних и многосторонних отношений.
Председатель Постоянной делегации в Парламентской ассамблее Совета Европы.
7 декабря 2020 года включена в список украинских физических лиц, против которых российским правительством введены санкции.
Член Счётной комиссии Верховной Рады Украины.
Председатель межфракционного депутатского объединения «Счастливая Украина». Член межфракционного депутатского объединения «Бренд государства — Украина». Член групп по межпарламентским связям с Японией, США, Великобританией, ОАЭ, Саудовской Аравией, Швейцарией, Францией, Турцией. Сопредседатель межфракционного депутатского объединения «Украина 603,7».

## Деятельность в ПАСЕ
17 сентября 2019 Ясько была избрана Председателем Постоянной делегации Верховной Рады Украины в Парламентской ассамблее Совета Европы. Украинская делегация во время председательства Ясько официально отказалась от участия в осенней сессии ПАСЕ, которая проходила с 30 сентября по 4 октября 2019 в знак протеста против возвращения России к Ассамблее без выполнения требований резолюций ПАСЕ, впервые после того, как 10 апреля 2014 РФ была лишена права голоса и исключена из руководящих органов организации. 11 января 2021 была отстранена от должности главы украинской делегации в ПАСЕ, однако осталась членом делегации.
В январе 2021 Ясько стала постоянным членом Мониторингового комитета ПАСЕ.
4 февраля 2021 была избрана постоянным представителем Украины в Европейской комиссии против расизма и нетерпимости.

## Общественная деятельность
Во время учёбы в КНУ имени Тараса Шевченко (2008—2014) участвовала в студенческом самоуправлении и культурной жизни университета.
В 2011, 2012 и 2013 годах была стипендиатом национальной программы молодых лидеров «Завтра. UA». Участвовала в ряде социальных проектов и стала основателем социально-культурного проекта «Play For Change», направленной на привлечение внимания молодёжи к актуальным социальным проблемам обществ, связанных с развитием личности, образованием, защитой прав человека, важности активной жизненной позиции.
В 2013 и 2014 году активно выступала в поддержку Революции достоинства. Играла на фортепиано на баррикадах между протестующими и «Беркутом».
В 2014 и 2015 годах участвовала и получила стипендии от Европейского форума European Forum Alpbach. В 2014 году также принимала участие от Украины в международном форуме молодых лидеров со всего мира Clinton Global Initiative University. В 2015 году была соорганизатором, автором сценария и ведущей концерта в поддержку пленников Кремля, организованного Министерством иностранных дел Украины. В том же году основала стартап Kyiv Music Labs, направленный на популяризацию украинской музыки и помощь украинским музыкантам.
Является членом швейцарской миротворческой инициативы Caux Initiative of Change. В 2016 году прошла образовательную программу Caux Scholars Program, направленную на изучение и анализ конфликтов, переходного правосудия, миротворчества. В 2018 и 2019 была соорганизатором ежегодной конференции Caux Dialogue on Land and Security.
В 2018 и 2019 годах была участницей либеральной политической платформы «Европейская сотня».
17 октября 2020 запустила фонд Yellow Blue Strategy.

## Личная жизнь
В октябре 2021 года СМИ сообщили о том, что Елизавета находится в близких отношениях с бывшим президентом Грузии Михаилом Саакашвили. Супруга Саакашвили, Сандра Рулофс заявила, что ничего об этом не знала, при этом в СМИ не появлялось сообщений о разводе Саакашвили и Рулофс.